# 댐즐 (2018년 영화)
《댐즐》(영어: Damsel)은 2018년 개봉한 미국의 서부, 코미디, 시대극 영화이다. 데이비드 젤너가 감독을 맡았으며, 네이선 젤너와 함께 공동 각본 역시 맡았다. 2018 선댄스 영화제에서 전세계 최초 상영되었다. 2018 베를린 영화제 황금곰상 경쟁부문 후보작이다.

## 출연

### 주연
- 로버트 패틴슨
- 미아 와시코브스카

### 조연
- 데이비드 젤너
- 나단 젤너
- 로버트 포스터

## 기타
- 총괄프로듀서: 짐 리브
- 미술: 스콧 쿠지오